# Borda del Manel (Herba-savina)
La Borda del Manel era una borda aïllada del terme municipal de Conca de Dalt, dins de l'antic terme d'Hortoneda de la Conca. Pertanyia a l'antic poble d'Herba-savina.
Estava situada a llevant de la Font de Resteria i a ponent de la Borda del Tarrufa, a migdia de l'extrem sud-oriental del Serrat de Resteria i a llevant de lo Comellar.